# Конституционный трибунал Польши
Конституцио́нный трибуна́л Респу́блики По́льша (пол. Trybunał Konstytucyjny Rzeczypospolitej Polskiej) — орган конституционного правосудия в Польше, главной задачей которого является проверка на соответствие Конституции страны всех нижестоящих нормативных актов.

## История
До Второй мировой войны в Польше предпринимались попытки создать свой собственный орган конституционного правосудия, но они ничем не закончились. 

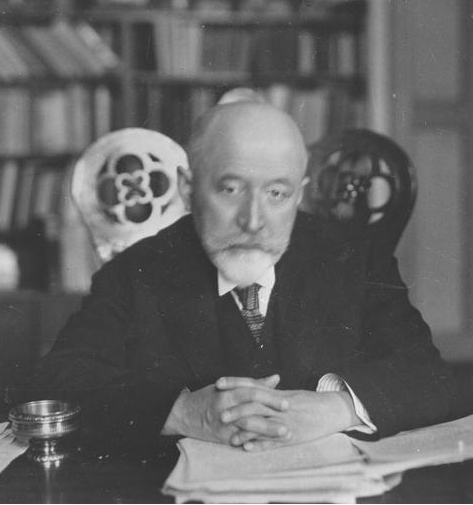
профессор Владислав Леопольд Яворский

Конституция 1921 года, принятая во многом под влиянием французской доктрины государственного права, переняла многие положения из Конституции Третьей Республики, но при этом не предусматривала создание отдельного конституционного суда. Вместе с тем обычные суды не имели права проверять законы на конституционность и подвергать их сомнению, что вызывало немало практических проблем, связанных с допустимостью применения норм законов прямо противоречащих конституции. Поэтому вопрос о создании Конституционного трибунала стал предметом широкого обсуждения, последовательным сторонником учреждения такого органа являлся профессор Ягеллонского университета в Кракове Владислав Леопольд Яворский. В 1926 году было сделано множество предложений по внесению поправок в Конституцию, касаемых учреждения нового органа, но в связи с государственным переворотом и установлением авторитарного режима во главе с Юзефом Пилсудским они не получили своего дальнейшего развития.
Принятая Конституция 1935 года провозгласила сильно централизованное государство с президентской формой правления, в котором по политическим соображениям места для конституционного суда не нашлось.
После Второй мировой войны в Польше была организована советская модель государственного устройства, которая не предполагала разделения властей, поэтому наличие специального органа конституционного контроля не требовалось. Идеи о необходимости создания такого органа представителями польской доктрины начали высказываться с 1970-х годов, и только в 1981 году юристы приступили к работе по созданию Конституционного трибунала. В связи с введением в стране военного положения, продлившегося до 1983 года, создание трибунала затянулось. Только 29 апреля 1985 года в результате компромисса, достигнутого с большим трудом был учреждён Конституционный трибунал, деятельность которого в тот момент сильно зависела от Сейма, поскольку последний имел возможность отменять любое его решение.
С принятием в 1997 году новой Конституции Польши деятельность Конституционного трибунала осуществляется без каких-либо ограничений и основана на абсолютной самостоятельности и независимости.

## Полномочия

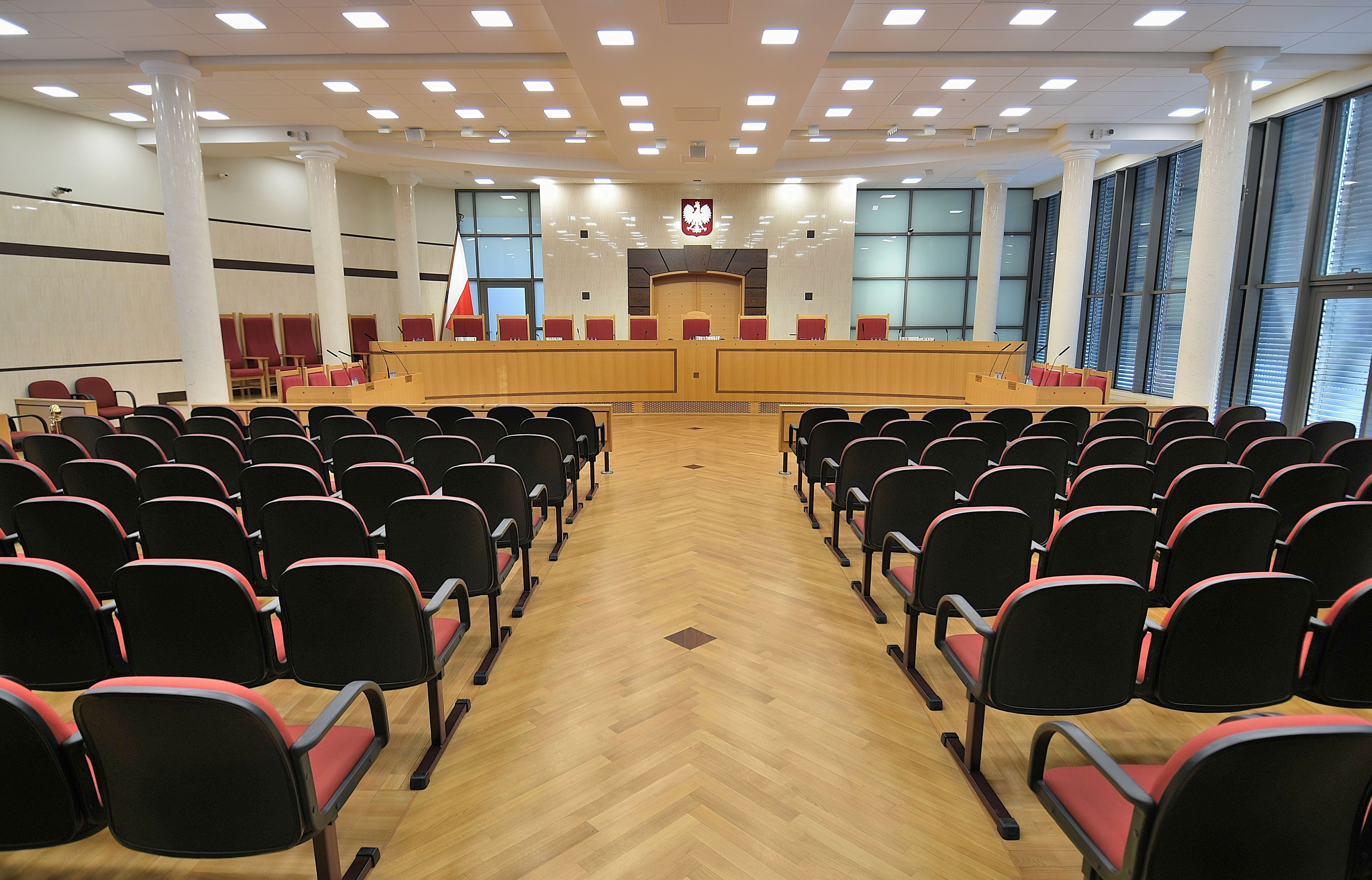
Зал заседаний Конституционного трибунала

Конституционный трибунал принимает решения по вопросам:
- соответствия Конституции законодательных и иных актов, а также международных соглашений (проверка осуществляется по запросам и конституционным жалобам);
- разрешение споров о компетенции между центральными конституционными органами государства;
- соответствия Конституции целей или деятельности политических партий;
- установление факта о наличии препятствий исполнения должности Президентом Республики.

Конституционный трибунал не наделён полномочиями по разрешению споров между государством и административными единицами. Трибунал не принимает решения о действительности выборов и референдумов, так как это находится в компетенции Верховного суда, также он не рассматривает дела об ответственности лиц, занимающих высшие государственные должности — такие дела входят в компетенцию Государственного трибунала. Кроме того, Конституция 1997 года лишила Конституционный трибунал право устанавливать общеобязательное толкование законодательных актов.

## Состав
Конституционный трибунал состоит из 15 членов. Судьи назначаются Сеймом по представлению не менее 50 депутатов или Президиума Сейма на 9 лет, повторно занимать должность не могут. Председатель и его заместитель назначаются Президентом из числа кандидатов, представленных самим Конституционным трибуналом.

### Председатели
- Альфонс Клафковский (1985—1989)
- Мечислав Тычка (1989—1993)
- Анджей Золь (1993—1997)
- Марек Сафьян (1998—2006)
- Ежи Стемпень (2006—2008)
- Богдан Здзенницкий (2008—2010)
- Анджей Жеплиньский (2010—2016)
- Юлия Пшилембская (с 2016 года)